# Turk Shahi
I Turk Shahi (lingua turca Türk Şahiler) furono una dinastia turca buddista che governò Kabul e la città di Kapisa tra il VII e il IX secolo. Essa sostituì i Nezak, l'ultima dinastia battriana discendente dai Xwn (Xioniti) e/o dalle genti Huna, talvolta chiamate Unni, da non confondere tuttavia con gli Unni che invasero in quello stesso periodo circa l'Europa orientale, spingendosi anche fino all'Italia settentrionale.
La loro madrepatria erano il cosiddetto Kabulistan, a volte chiamato Zabulistan, e il Gandhara.
Durante il loro dominio, i Turk Shahi costituirono un severo ostacolo a oriente per il Califfato abbaside..
L'ultimo signore Shahi di Kabul, Lagaturman, fu deposto da un ministro bramino verso l'850, segnando così la fine della dinastia buddista dei Turk Shahi, e l'inizio della dinastia a Kabul degli Hindu Shahi.

## Numismatica

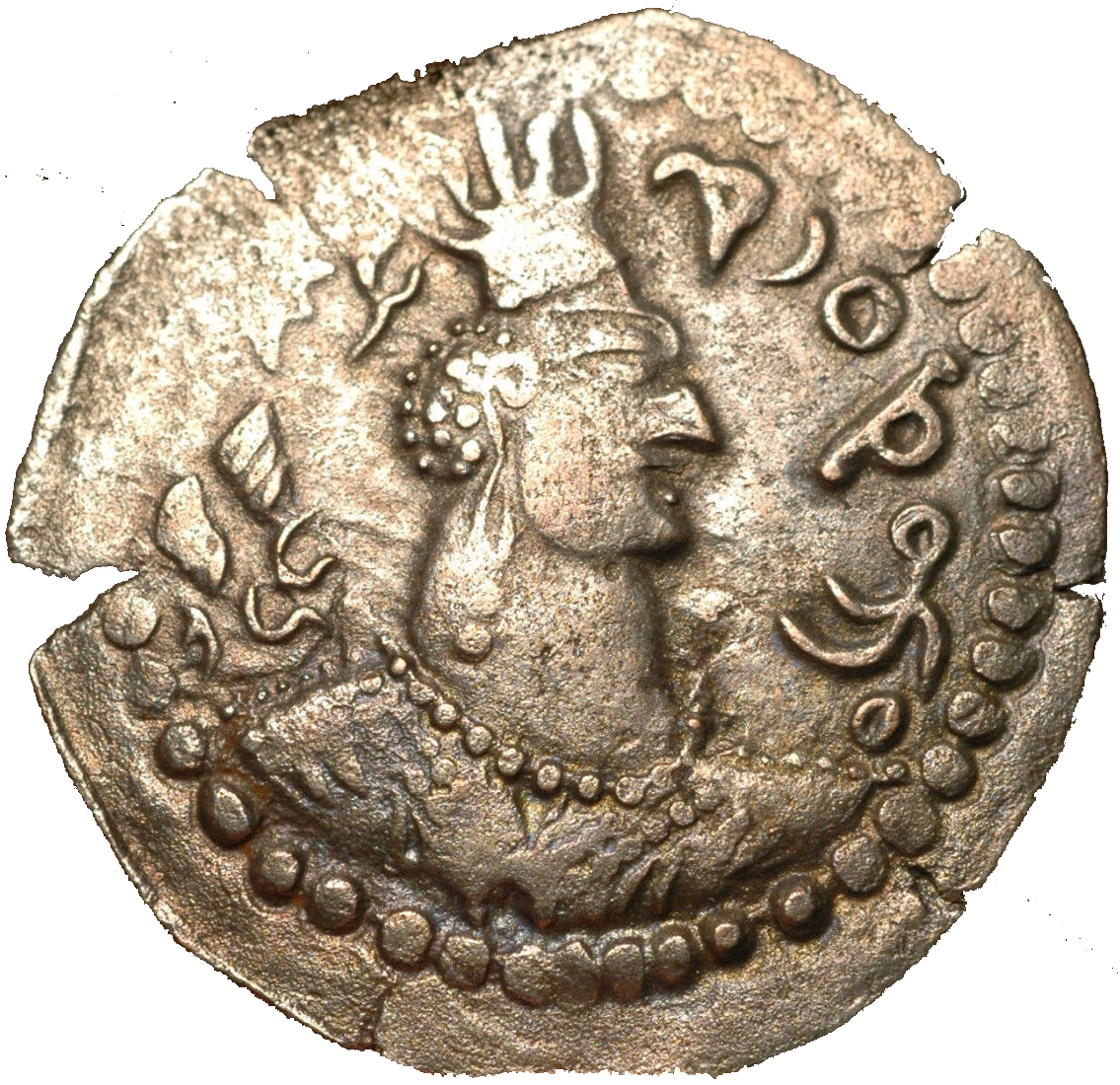
Prima moneta Turk Shahi, stile unno Nezak. Tamga Alchon con legenda "Sri Shaho" (fine del VII secolo).
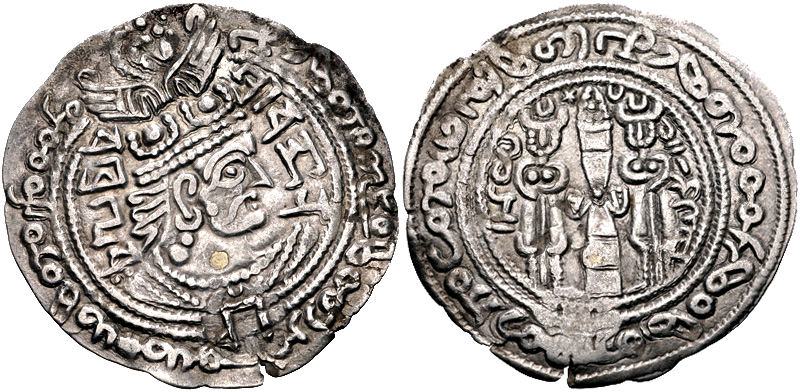
"Sri Shahi", titolatura regia dei Turk Shahi (680-738).
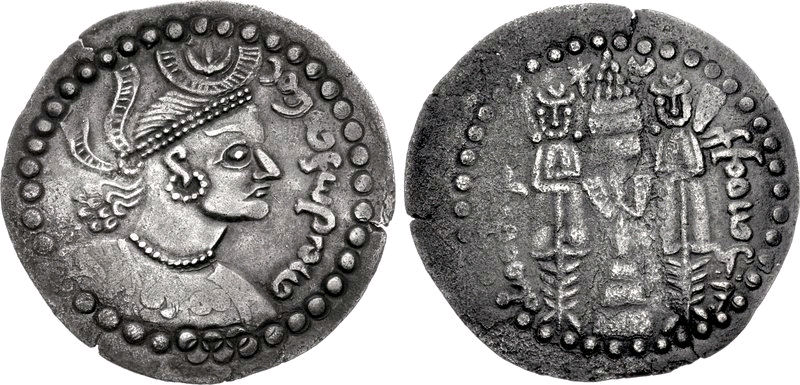
Signore dei Turk Shahi (primi dell'VIII secolo).